# 马里济-圣热讷维耶沃
马里济-圣热讷维耶沃（法語：Marizy-Sainte-Geneviève）是法国皮卡第大区埃纳省的一个市镇，属于蒂耶里堡区讷伊圣弗龙县。该市镇2009年时的人口为130人。

## 人口
马里济-圣热讷维耶沃人口变化图示
| 数据来源：INSEE |